# 1860年美国总统选举
1860年美国总统选举是美國第19屆總統選舉，於1860年11月6日舉行，選舉結果由共和党人、前眾議員亞伯拉罕·林肯取得180票過半數選舉人票當選。
林肯及共和黨首次贏得選舉，而民主黨在選舉中分裂成北方及南方的候選人，選後部分南方州分在林肯1861年3月4日宣誓就職前宣布退出聯邦，這次選舉成為美國內戰的導火線。

## 影響
這次選舉結果對美國歷史影響深遠。林肯的當選，象徵著主張廢除奴隸制或反對擴大奴隸制的勢力勝出這次選舉，支持奴隸制的勢力落敗。
林肯成為共和黨第一位當選總統的參選者，主張最終廢除奴隸制、反對擴大奴隸制的林肯當選後不久，這代表著奴隸州份與非奴隸州份和解的努力徹底幻滅。而民主黨在這次選舉中嚴重分裂，候選人道格拉斯取得第二選票，但在選舉人票中只取得12張。此後直到1885年，民主黨一直是在野黨。民主黨因此次選舉分裂，敗選的道格拉斯雖然與林肯理念嚴重不同，但他主張維持聯邦統一，擔心國家分裂，他承認落敗，並支持林肯維護聯邦的團結。
1860年冬，在林肯就職前，南部七個產棉州南卡羅來納州、喬治亞州、阿拉巴馬州、路易斯安娜州、密西西比州和德克薩斯州宣佈脫離聯邦並成立美利堅聯盟國，最終挑起了美國內戰。